# Pyrheliometr

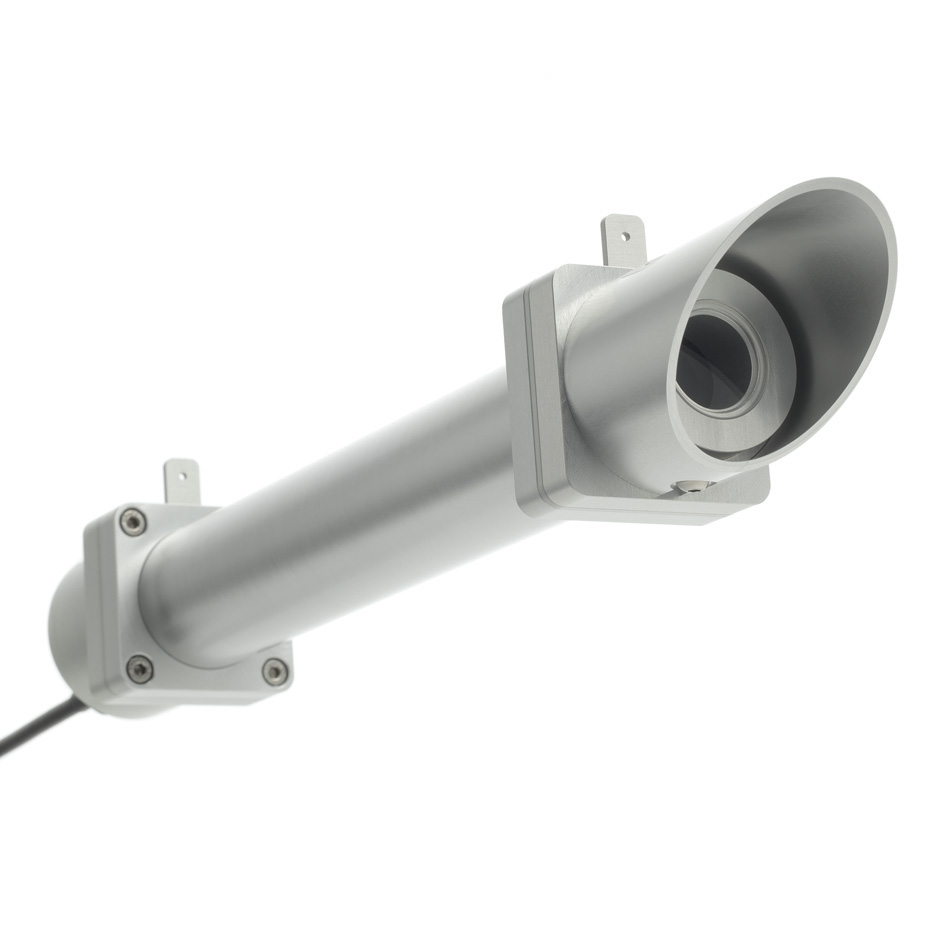
Pyrheliometr

Pyrheliometr (pirheliometr) – instrument meteorologiczny służący do pomiarów ilości energii słonecznej padającej na daną jednostkę powierzchni. Energia promieniowania otrzymywana od Słońca jest przekształcana na energię cieplną i mierzona jest metodami kalorymetrycznymi.

## Pyrheliometr wodny
Najdokładniejszy typ pyrheliometru skonstruowany został na początku XX wieku przez amerykańskiego astronoma C.G. Abbota. Woda ogrzewana jest podczas opływania kamery instrumentu, pochłaniając całkowicie promieniowanie słoneczne. Wielkość tego ogrzania mierzona jest dokładnymi termometrami elektrycznymi. Ze znanej masy ogrzanej wody i ze wzrostu jej temperatury obliczana jest ilość energii cieplnej pochłoniętej przez pyrheliometr.